# Berchtoldstag
Le Berchtoldstag, traduit en français le jour de la Saint-Berthold (parfois épelé Saint-Bertold), est un jour férié qui a lieu le 2 janvier dans les zones alémaniques, en particulier dans certaines parties de la Suisse et au Liechtenstein. Le Berchtoldstag est une fête folklorique de la déesse Perchta, inspirée d'une mythologie du paganisme allemand, à l'origine de l'Épiphanie.

## Histoire et célébration
Le jour de la Saint-Berthold est inscrit dans le calendrier grégorien de plusieurs cantons de la Suisse, mais ce jour de célébration de ce saint de l'Église catholique n'est pas inscrit jour de culte dans le calendrier julien. En allemand, le jour de la Saint-Berthold est simplement appelé « Berchtoldstag », sans le préfixe « saint ». Dans les cantons où Berthold est un étranger, par exemple, dans le canton de Vaud, ce jour férié est appelé le « 2 janvier ».
Cependant, il existe aussi la « journée de Berthold » — une journée commémorative du vrai personnage historique le duc Berthold V de Zähringen —, qui est célébrée sous le surnom de « Berthold V Rich ». Il a été le dernier duc de la maison de Zähringen et le prétendant au trône du Saint-Empire romain germanique car il avait été désigné comme le successeur Henri VI du Saint-Empire. Il renonça à ce titre au profit de Philippe de Souabe qui lui donna en échange des territoires dans le Sud de l'Allemagne et dans le Nord de la Suisse.
Berthold V de Zähringen a laissé sa marque dans l'histoire de la Suisse par ses actes. En effet, il commença par reconstruire la cathédrale Saint-Nicolas de Fribourg et fonder un tombeau pour sa famille, mais il n'a pas eu le temps de le finir avant sa mort. Il a également protégé ses terres ducales en 1191 contre les attaques de la frontière ouest. Selon la légende, le duc donna un nom au premier animal qu'il avait tué à la chasse. Cet animal était un ours (en allemand « Bär »), qui a donné ensuite à la ville de Berne son nom — capitale actuelle de la Suisse. L'image de cet animal est le décor emblématique de la ville.
Berthold V mourut sans descendance mâle, et ces territoires passèrent sous la juridiction des États bourguignons de l'empereur. Berne devint une ville libre impériale, et plus tard, en 1848, la capitale de la Confédération suisse. Sans surprise, les citoyens chérirent la mémoire du fondateur de leur capitale.
Ce jour-là, toutes sortes de fêtes, concours, jeux en plein air, tournois, sont les principaux évènements des enfants. Les attributs essentiels de la fête sont les glands et les noix, qui sont recueillis à l'automne et gardés pour la journée spéciale en l'hommage de Berthold.